# Оцик, Ханнес
Ха́ннес О́цик (нем. Hannes Ocik; род. 8 июня 1991, Росток, Мекленбург — Передняя Померания) — немецкий гребец, выступает за национальную сборную Германии по академической гребле начиная с 2011 года. Двукратный серебряный призёр Олимпийских игр (2016 и 2020). Двукратный чемпион мира, двукратный чемпион Европы, победитель многих регат национального и международного значения.

## Биография
Ханнес Оцик родился 8 июня 1991 года в городе Росток, федеральная земля Мекленбург-Передняя Померания. Активно заниматься гребным спортом начал в возрасте пятнадцати лет в 2006 году, проходил подготовку в Шверине в местном гребном клубе «Шверинер».
Впервые заявил о себе в сезоне 2009 года, выиграв чемпионат мира среди юниоров во Франции — в зачёте распашных восьмёрок с рулевым. В следующем сезоне побывал на молодёжном мировом первенстве в белорусском Бресте, откуда привёз награду серебряного достоинства, выигранную среди рулевых распашных четвёрок. В 2011 году одержал победу в безрульных распашных четвёрках на молодёжном чемпионате мира в Амстердаме, попал в основной состав немецкой национальной сборной и дебютировал в зачёте взрослого Кубка мира.
В 2013 году Оцик вошёл в состав главной распашной восьмёрки Германии, одержал с ней победу на чемпионате Европы в испанской Севилье и стал серебряным призёром на чемпионате мира в корейском Чхунджу. Два года спустя на европейском первенстве в польской Познани вновь был лучшим среди восьмёрок, в то время как на мировом первенстве в Эгбелете снова завоевал серебряную медаль.
Благодаря череде удачных выступлений Ханнес Оцик удостоился права защищать честь страны на летних Олимпийских играх 2016 года в Рио-де-Жанейро, стартовал здесь в составе экипажа, куда также вошли гребцы Мальте Якшик, Андреас Куффнер, Эрик Йоханнесен, Максимилиан Райнельт, Феликс Драхотта, Рихард Шмидт, Максимилиан Мунски и рулевой Мартин Зауэр — они с первого места квалифицировались на предварительном этапе, после чего в решающем финальном заезде пришли к финишу вторыми, отстав от победившей команды Великобритании более чем на секунду, и завоевали тем самым серебряные олимпийские медали.